# 武 (模型)
武 ～もののふ～ シリーズは、ボーフォード・ジャパンから発売されている世界の武具観賞用コレクションモデルである。ホビーショップ、ネットショップ、コンビニにて販売されている。第弐弾までは1/10サイズだったが、第参弾より1/6サイズに改められ、現在に至っている。

## 概要
- 世界の名刀＆武器を1/10サイズにて精巧に再現されている。金属部品を使用し、武器としての重厚感を精巧に再現している。ブラインドボックスで販売されており、中身は開けてみないと分からない仕様になっている。その他に「武カード」と呼ばれている、入っている武器の詳細が分かるカードが付属している。（第壱弾のみ、サイズが違う）第弐弾以降は、トレーディングカードサイズに改められる。
- このシリーズは一時期、共通シークレット、ショップ版シークレット、コンビニ版シークレットが存在していた。ショップ版よりも、コンビニ版が出現しにくいこともあり、フィギュアショップではコンビニ版が高値で販売されている。
- 本シリーズは、現在、第漆編まで発売されている。その他に武外伝（もののふがいでん）シリーズも発売されている。

## 武 ～もののふ～ 壱
全20種類＋シークレット（2種）定価：本体300円（税込）315円で販売されていた。シークレットには、ショップでしか手に入らないショップ版と、コンビニでしか手に入らないコンビニ版が存在する。
- ロングソード1
- ロングソード2
- ツーハンドソード
- グラディウス
- ショテル
- アックス
- スピア
- 中国槍
- メイス
- 薙刀
- サーベル
- ソード
- レイピア1
- レイピア2
- 中国刀
- 黒塗り拵え
- 赤塗り拵え
- へし切り長谷部
- 斬馬刀
- 和泉守兼定
- 薙刀（朱塗り）（ショップ版シークレットアイテム）
- ロングソード1（十字軍仕様）（コンビニ版シークレットアイテム）

## 武 ～もののふ～ 弐
全15種類＋シークレット（1種）。パッケージの横に書かれてある文章は「天にその名を轟かせ、歴史に名を刻んだ剛剣・防具。幾多の先人達の血の結晶を集め、今現世の名工達により、鋼に命を吹き込み鍛え抜かれし武」と書かれている。
- カットラス
- バトルアックス
- 小烏丸
- 鎖鎌
- 金梨地塗 糸巻陣太刀拵
- ランス（ブロンズ）
- ランス（シルバー）
- レイピア3
- ショートソード1
- ショートソード2
- 村正（黒拵）
- 村正（紫拵）
- ロングソード3
- ロングソード4
- 倭刀
- 軍刀（シークレット）

## 武 ～もののふ～ 参
全6種類＋シークレット（3種）。1種類につき、武カードが3パターンあり、全部で21種類存在する。パッケージの横に書かれてある文章は「武士とは。武士道とは。「誠 」の一字を背負い、剣の道を駆け抜けた新選組。近藤勇・ 土方歳三・沖田総司・永倉新八・斉藤一・藤堂平助・・・・最も熱く忠実に侍を貫いた男達の魂が今甦る」と書かれている。
- 長曾根虎徹
- 和泉守兼定
- 加州清光
- 播州住手柄山氏繁
- 池田鬼神丸国重
- 上総介兼重
- 陸奥守吉行（シークレット）
- 陸奥守吉行（銀銃付）（ショップ版シークレット）
- 陸奥守吉行（黒銃付）（コンビニ版シークレット）